# Jean-Hilaire Belloc
Pour les articles homonymes, voir Belloc (homonymie).
Jean-Hilaire Belloc est un peintre français né le 27 novembre 1786 à Nantes et mort le 9 décembre 1866 à Paris.

## Biographie
Jean-Hilaire Belloc est élève de l'atelier d'Antoine Gros puis de celui de Jean-Baptiste Regnault.
Il obtient une médaille au Salon de 1810 pour Mort de Gaul, ami d'Ossian.
Il est professeur de dessin à l'École impériale de dessin de la rue de l'École-de-Médecine à Paris, puis directeur de l'école de 1831 à 1866. Sur une initiative de Belloc, des cours de sculpture sont dispensés aux arts décos à partir de 1832 (il s'agit alors de sculpture ornementale).
Il est nommé chevalier de la Légion d'honneur en 1864.
Le buste de Jean-Hilaire Belloc ornant sa sépulture fut volé au cimetière du Père-Lachaise en novembre 2006.

## Famille
D'une famille d'armateurs nantais ayant fait fortune dans les plantations de sucre à Saint-Domingue, fils d'Hilaire Belloc et de  Jeanne Henriette Belzon, il épouse le 2 juin 1821 une Anglaise, Louise Swanton, écrivain et traductrice de grands poètes anglais, fille du colonel James Swanton et de Marguerite Chassériau (sœur de Victor Frédéric Chassériau et de Benoît Chassériau). Ils eurent :
- Louise Belloc, peintre miniaturiste, épouse du financier Jacques Redelsperger ;
- Adélaïde Belloc, épouse de Charles Ballot ;
- Louis Belloc (1830-1872), avocat, époux de Bessie Rayner Parkes ;
  - Marie Belloc Lowndes, écrivaine ;
  - Joseph Hilaire Belloc, écrivain naturalisé anglais.

Une de ses sœurs épouse le baron Pierre Thomas Le Roy de Boisaumarié, une autre au général-baron Pierre Joseph Habert et la dernière à Gabriel Bibron.

## Œuvres
- Mort de Gaul, ami d'Ossian, 1810, Paris, musée du Louvre[6].
- Voyage égaré en Égypte, 1812.[réf. nécessaire]
- Le Repos de la Sainte Famille, 1831.[réf. nécessaire]
- Madame Belloc, sa fille et le peintre, 1831, Paris, musée du Louvre.
- Portrait du comte Arthur De Dillon, lieutenant-général (1749-1794), 1834, Versailles, musée de l'Histoire de France.
- Mort de Saint Louis, 1838.[réf. nécessaire]
- Portrait de femme en chapeau-cloche, Dijon, musée Magnin[7].

Œuvres de Jean-Hilaire Belloc
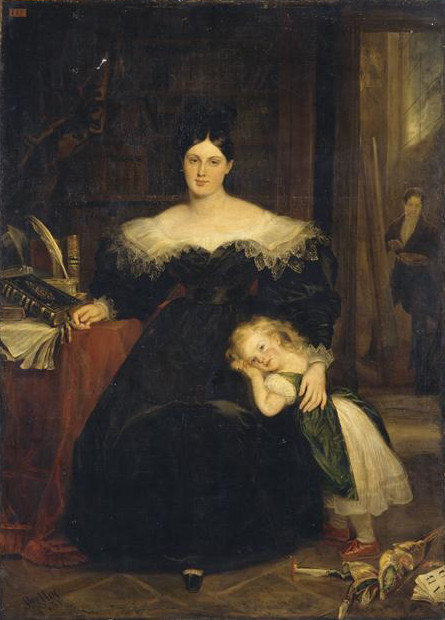
Madame Belloc, sa fille et le peintre (1831), Paris, musée du Louvre.
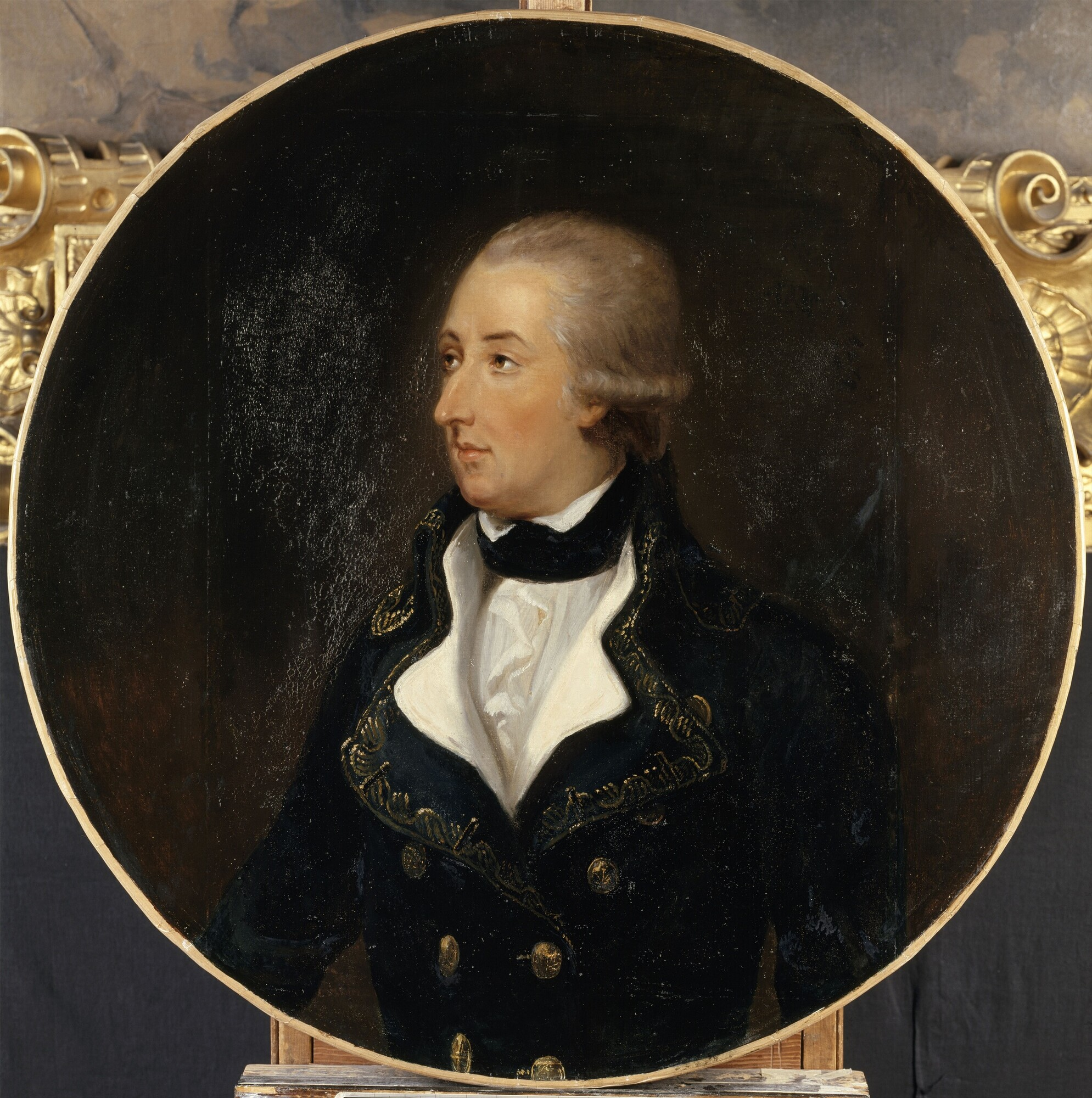
Portrait du comte Arthur De Dillon, lieutenant-général (1834), Versailles, musée de l'Histoire de France.
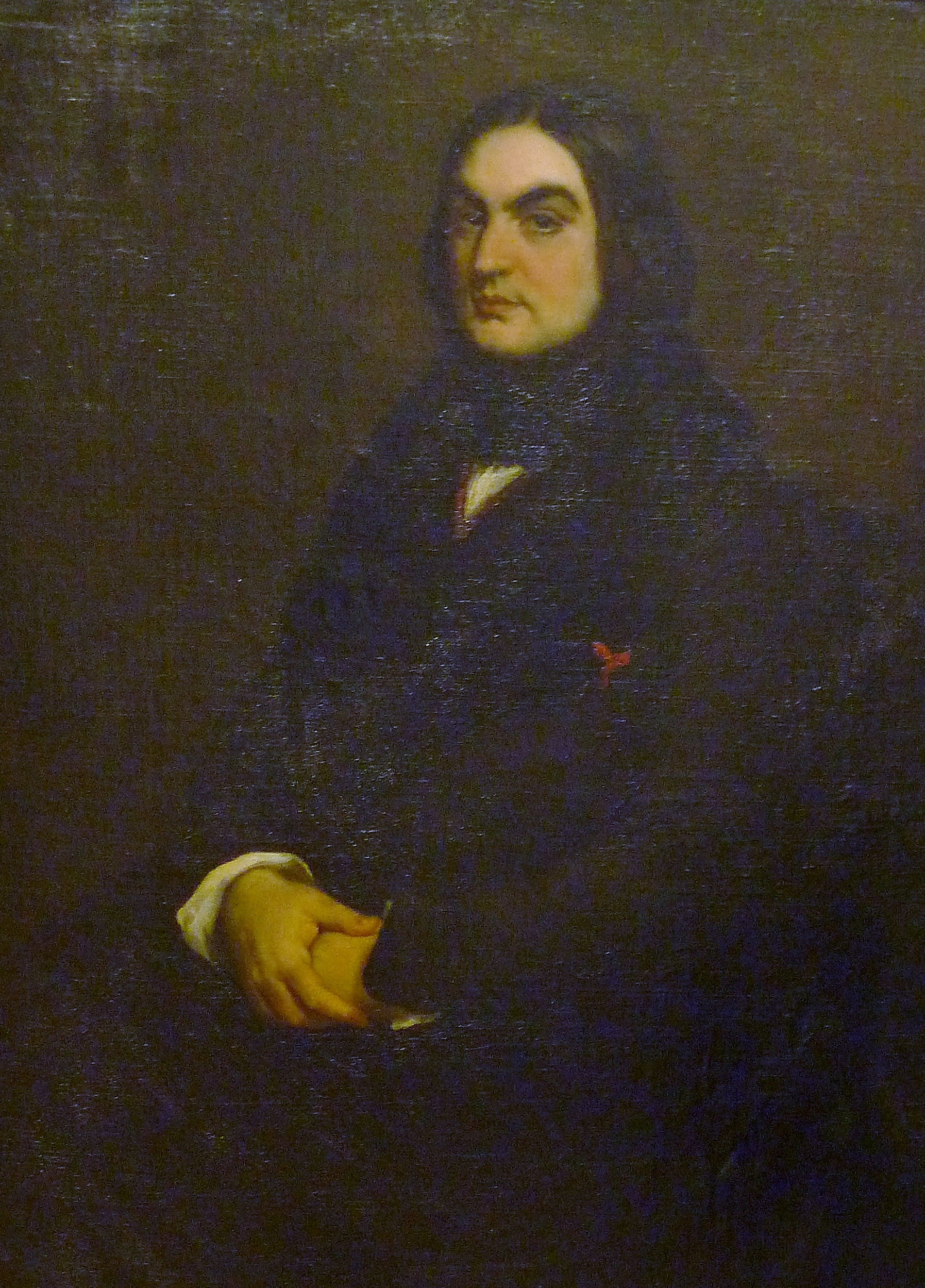
Émile Souvestre (1838), musée des Beaux-Arts de Morlaix.

## Élèves
- Jeanne-Mathilde Herbelin, née Haber (1820-1904), sa niéce[8].